# انیسیمو سانچز
انیسیمو سانچز (انگلیسی: Onésimo Sánchez؛ زادهٔ ۱۴ اوت ۱۹۶۸) بازیکن فوتبال اهل اسپانیا است.
از باشگاه‌هایی که در آن بازی کرده‌است می‌توان به باشگاه فوتبال رایو وایکانو، باشگاه فوتبال رئال وایادولید، باشگاه فوتبال بارسلونا بی، باشگاه فوتبال کادیس، باشگاه فوتبال سویا، و باشگاه فوتبال بارسلونا اشاره کرد.
وی همچنین در تیم ملی فوتبال زیر ۲۱ سال اسپانیا بازی کرده‌است.